# NGC 3568
NGC 3568 (również PGC 33952) – galaktyka spiralna z poprzeczką (SBc), znajdująca się w gwiazdozbiorze Centaura. Odkrył ją John Herschel 21 kwietnia 1835 roku.
W galaktyce tej zaobserwowano supernową SN 2014dw.